# Nam Thái, Nam Đàn
Nam Thái là một xã thuộc huyện Nam Đàn, tỉnh Nghệ An, Việt Nam.
Xã Nam Thái có diện tích 11,65 km², dân số năm 1999 là 3126 người, mật độ dân số đạt 268 người/km².